# Heinrich von Prittwitz und Gaffron
Heinrich von Prittwitz und Gaffron (4 de septiembre de 1889 - 10 de abril de 1941) fue un oficial general en el ejército de la Wehrmacht de la Alemania Nazi durante la II Guerra Mundial. Fue comandante de la 14.ª y la 15.ª Divisiones Panzer y murió en combate en las primeras fases del Sitio de Tobruk.

## Biografía
Nacido en Sitzmannsdorf, Prittwitz se unió al Ejército Imperial Alemán en 1908 como Fahnenjunker (oficial cadete) y fue comisionado en el 3.º Regimiento de Ulanos al año siguiente, y después sirvió como oficial del estado mayor general del Ejército Imperial Alemán. Luchó en la I Guerra Mundial y después del fin de las hostilidades, fue retenido en el Reichswehr de posguerra. Para 1933, era mayor y a pesar de sus antecedentes en la caballería, estaba desarrollando interés por una carrera en la guerra blindada. Dos años más tarde, se le dio el mando del 2.º Regimiento Panzer, de la 1.ª División Panzer. Participó en el Anschluss de Austria y en la ocupación de los Sudetes. Ahora con el rango de Oberst (coronel) en 1938, fue seleccionado como comandante de la 2.ª Brigada Panzer, que era parte de la 2.ª División Panzer.
Al estallido de la II Guerra Mundial, Prittwitz lideró la brigada en la invasión de Polonia durante la cual se vio muy involucrado. Fue promovido a Generalmajor a la conclusión de la lucha de Polonia. Con el resto de la división, la brigada de Prittwitz fue entonces transferida al oeste y añadida al XIX Cuerpo Motorizado del Generalleutnant Heinz Guderian. Cuando los alemanes invadieron Francia y los Países Bajos, la brigada se desempeñó bien en Sedán y después avanzó hacia la costa y alcanzó Dunkerque. Fue más tarde utilizada en las fases finales de la campaña en Francia, para rodear a los soldados franceses a lo largo de la línea Maginot.
Cuando la rama Panzerwaffe del Ejército alemán se expandió, Prittwitz fue elegido para liderar la 14.ª División Panzer el 1 de octubre de 1940. Su nuevo mando fue originalmente una división de infantería que se había convertido en blindada dos meses antes. Con base en Dresde, Prittwitz supervisó el entrenamiento y desarrollo de la división y en marzo de 1941, le fue dado el mando de la 15.ª División Panzer que estaba preparándose para la campaña en el Norte de África.
El grueso de la 15.ª División Panzer no había llegado todavía a Libia pero Prittwitz, acompañado por algunas unidades ligeras de la división, llegó al país a principios de abril. Se le ordenó inmediatamente por el Generalleutnant Erwin Rommel, comandante del Afrika Korps, tomar el mando de las fuerzas alemanas operando en las cercanías de Tobruk, sostenido por una guarnición de unidades australianas, británicas, polacas y checoslovacas. El 10 de abril, el grupo de Prittwitz fue ordenado por Rommel investigar las defensas del sudeste de Tobruk. Mientras Prittwitz observaba personalmente las líneas de frente, su propio vehículo fue atacado por el 2/28.º Batallón de Infantería australiano, por tripulaciones improvisadas de armas que utilizaban cañones capturados italianos. Prittwitz murió en este intercambio. Enterrado en el cementerio militar en Derna, póstumamente fue promovido a Generalleutnant con efecto el 1 de abril de April 1941.